# Пункт незламності
«Пункт незламності» — проєкт української влади, який ініціювали у листопаді 2022 року на фоні масованих обстрілів критичної інфраструктури з боку Росії під час російсько-української війни. Пункти незламності — це місця, де передбачені тепло, вода, електрика, мобільний зв'язок тощо.

## Історія

### Передумови
Через масовані удари по критичній інфраструктурі у багатьох містах України тривалий час відсутні електрика, вода, опалення та зв'язок. Пункт незламності — це місце, де передбачені тепло, вода, електрика, мобільний зв'язок, інтернет, місце для відпочинку, аптечки та забезпечення для мам і дітей.  
Ще в другій половині жовтня в Офісі Президента почали працювати над розгортанням пунктів обігрівання на випадок відключень енергії. Спочатку планували мережу з 17 тисяч звичайних пунктів обігрівання, проте за тиждень до ракетного обстрілу 23 листопада влада ухвалила рішення, що «пункти незламності» мають бути обладнані генераторами; на момент старту проєкту із генераторами було 4,8 тисячі пунктів.

### Розгортання мережі
За словами заступника голови Офісу Президента Кирила Тимошенка, офіційно рішення про «пункти незламності» ухвалив Кабінет міністрів під грифом «таємно». У середині листопада почалися онлайн-зустрічі високопосадовців із місцевою владою стосовно розгортання мережі. Перші пункти незламності розпочали роботу на площі Свободи в Херсоні 18 листопада 2022 року, через тиждень після звільнення міста від росіян. 22 листопада 2022 року Президент України Володимир Зеленський оголосив про розгортання проєкту по всій Україні.  
Пункти працюють при всіх обласних та районних адміністраціях, при школах, будівлях ДСНС тощо. Одночасно в пункті можуть перебувати від 40 до 500 людей; час перебування необмежений. Комплектування та функціонування пунктів здійснюють із урахуванням наявного ресурсу органів виконавчої влади та органів місцевого самоврядування. До ініціативи доєднався бізнес, зокрема заклади харчування, які розміщують у себе пункти незламності. Станом на 24 листопада в Україні розгорнули понад 4,3 тисячі пунктів незламності.
Пункти незламності у Херсоні відвідували представники ООН, у Києві — посли країн G7. За словами міністра внутрішніх справ Дениса Монастирського, мінімальна вартість одного укомплектованого пункту — 17 тисяч євро.

## 2023 рік
Станом на 20 листопада 2023 року, в Україні діють 10 945 пунктів незламності, а загалом створені та готові до відкриття ще — 2 356. Такі дані були оголошені на засіданні Координаційного штабу з питань розгортання та організації роботи пунктів незламності. За інформацією з регіонів, станом на середину листопада вже створено 13 301 "пункт незламності". Таким чином, наразі відкрито 78,5 % від загальної кількості створених "пунктів незламності".

## Галерея

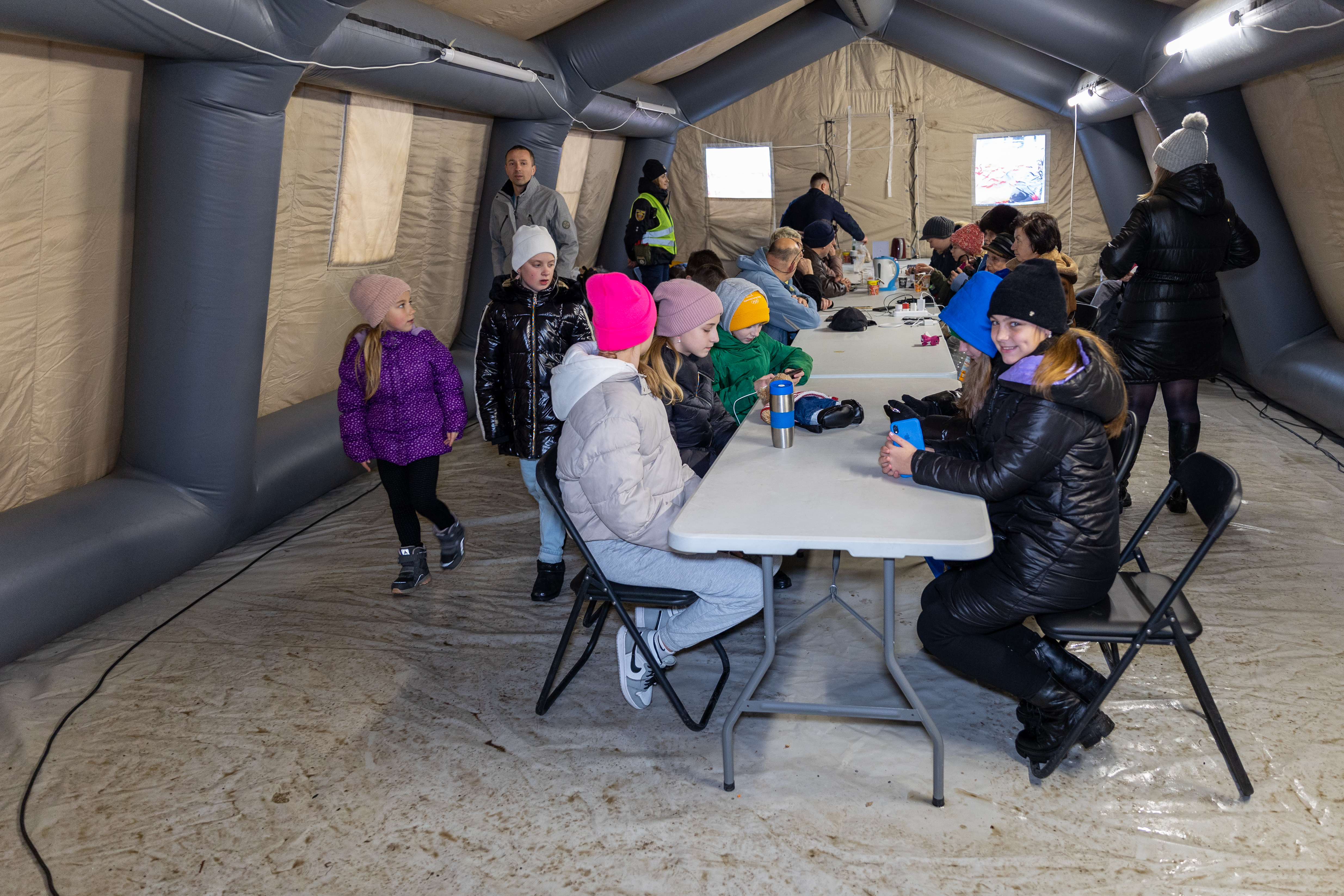
Всередині «Пункту незламності» на Тернопільщині
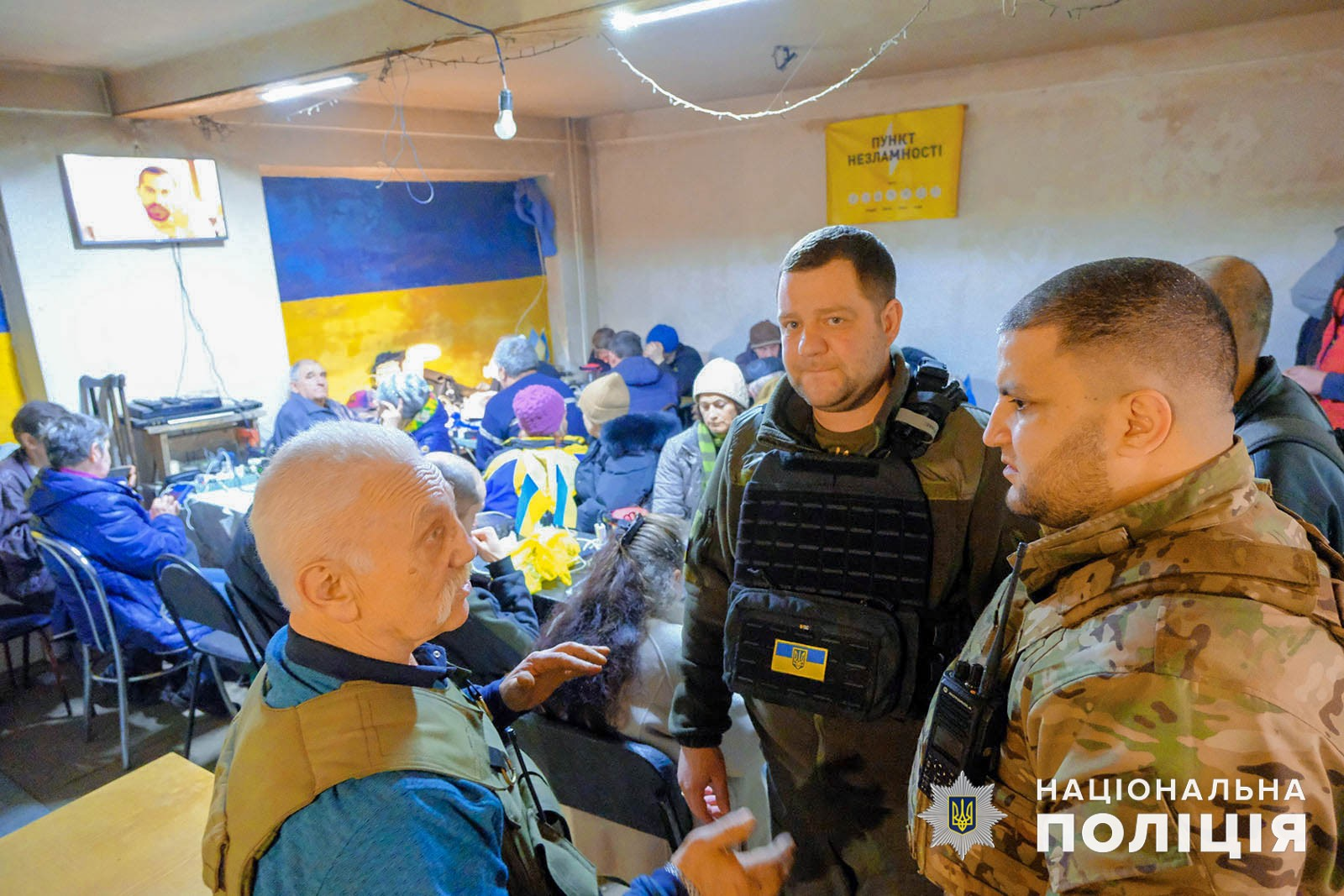
«Пункт незламності» в м. Часів Яр
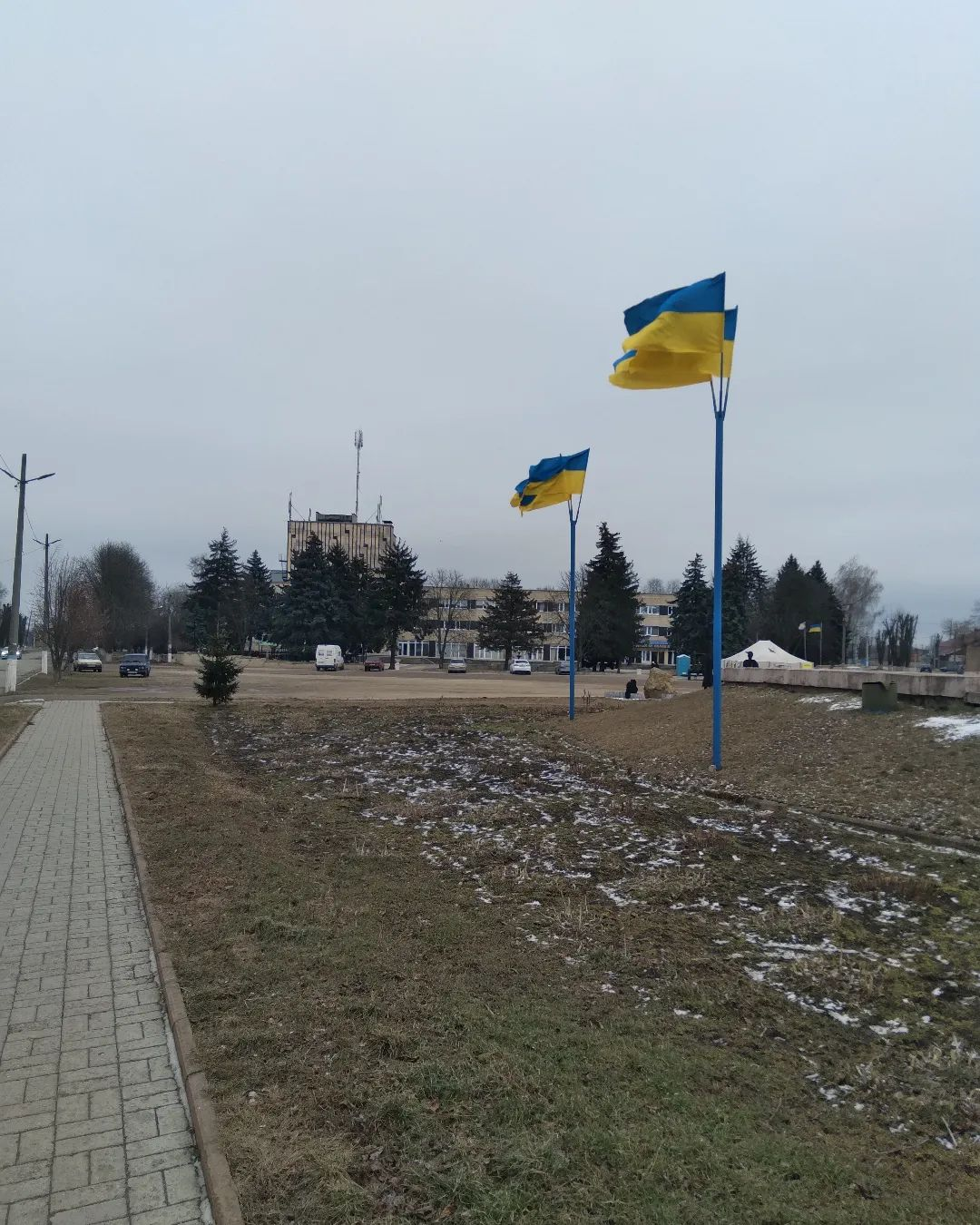
«Пункт Незламності» у м. Знам'янка
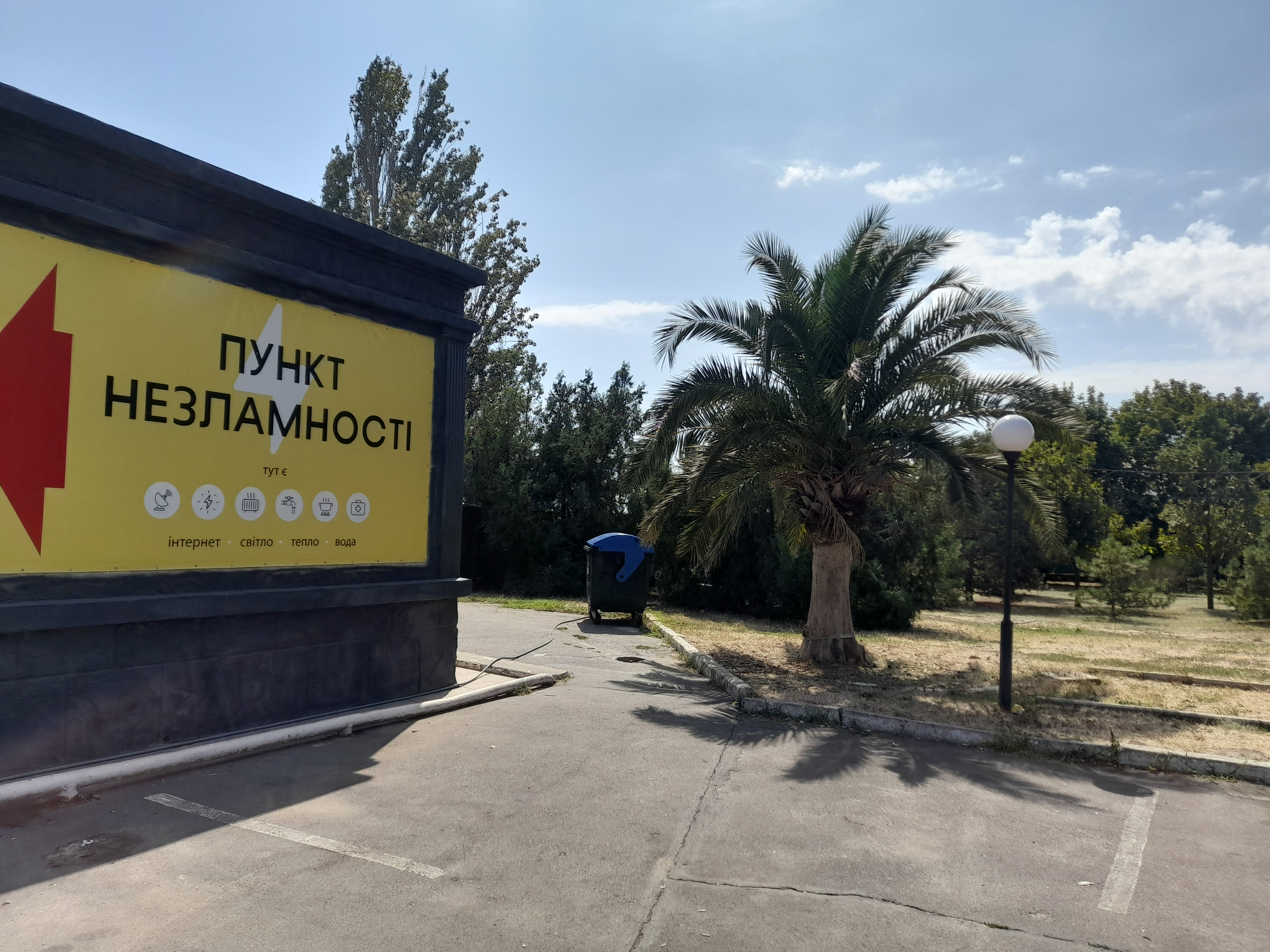
Вхід до "Пункту Незламності" в м. Чорноморськ